# قائمة المواقع والمعالم المصنفة في ولاية سعيدة
هذه قائمة حصرية للمواقع الأثرية و المعالم التاريخية المصنفـــة حسب وزارة الثقافة والاتصال (الجزائر) لولاية سعيدة
| رقم    | اسم                           | وصف | موقع | مدينة | قسم   | الإحداثيات | صورة |
| ------ | ----------------------------- | --- | ---- | ----- | ----- | ---------- | ---- |
| 20-001 | مغارة واد سعيدة               |     |      |       | سعيدة |            | صورة |
| 20-002 | الموقع الأثري تمزغين يوب      |     |      |       | سعيدة |            | صورة |
| 20-003 | موقع ما قبل التاريخ عين مناعي |     |      |       | سعيدة |            | صورة |